# 20. Infanterie-Division (mot.) (Wehrmacht)
Die 20. Infanterie-Division und spätere 20. Panzergrenadier-Division war ein Großverband des Heeres der deutschen Wehrmacht.

## Divisionsgeschichte

### Aufstellung
Die 20. Infanterie-Division (ID) wurde am 1. Oktober 1934 in Hamburg unter dem Decknamen Reichswehrdienststelle Hamburg aufgestellt. Die Infanterie-Regimenter (IR) bildeten sich unter der Zuführung von Wehrpflichtigen und Mannschaften weiterer Reichswehrverbände im Wesentlichen aus dem 6. IR der vormaligen 2. Reichswehr-Division.
Die Garnisonen der Regimenter verteilten sich auf Schleswig-Holstein:
- Infanterie-Regiment 6 (Lübeck) (aus Reichswehr)
- Infanterie-Regiment 26 (Flensburg) (aus Personalstamm Infanterie-Regiment 6 und Rekruten)
- Infanterie-Regiment 46 (Neumünster) (aus Personalstamm Infanterie-Regiment 6 und Rekruten)
- Artillerie-Regiment 20 (Rendsburg) (Neuaufstellung)

Die Divisionstruppen lagen in der Masse in Hamburg und direkter Umgebung.
Schon ab 1935 erfolgten erhebliche Umgliederungen. Die beiden Infanterie-Regimenter 26 und 46 verließen die Division und wurden für die am 1. Oktober 1936 in Hamburg aufgestellten 30. Infanterie Division verwendet. Aus den Hundertschaften der Hamburger Landespolizei wurde als Ersatz in Hamburg-Wandsbeck das Infanterie-Regiment 69 aufgestellt. Das IR 69 übernahm dann die Tradition der ehemaligen, kaiserlichen Deutschen Schutztruppe, welche verteilt auf die deutschen Kolonien zwischen 2500 und 3000 Mann stark war. Als weitere neue Regimenter für die Division wurden das Infanterie-Regiment 76 (Rahlstedt) und das Infanterie-Regiment 90 (Wentdorf) aufgestellt und der Division unterstellt, da auch das Infanterie-Regiment 6 abgeben wurde. Das Artillerie-Regiment erhielt einen neuen Stab und wurde nunmehr Artillerie-Regiment 56, wobei die Abteilungen die Ordnungsnummer 20 behielten.

## 20. Infanterie Division (mot.)

Truppenkennzeichen als 20. Infanterie Division (mot.)

Die Umgliederung und Motorisierung der Division erfolgte Ende 1937 zu einem Verband der Schnellen Truppe.
Hierbei wurden aus den Infanterie-Regimentern nunmehr 
- Infanterie-Regiment (mot.) 69
- Infanterie-Regiment (mot.) 76
- Infanterie-Regiment (mot.) 90

Unter dem Artilleriekommandeur 20 wurden der Stab des Artillerieregiments, die I. Abteilung / Art.Reg. (mot.) 56, die II. Abteilung / Art.Reg. (mot.) 56 und die Beobachtungs-Abteilung (mot.) 20 zusammengefasst. Die Division verfügte nunmehr über eine Panzer-Abwehr-Abteilung (mot.) 20 und ein Pionier-Bataillon (mot.) 20. Die Luftabwehr wurde durch die 1. Kompanie (Sfl.) / MG-Bataillon 52 verstärkt.

### Besetzung des Sudetenlandes
Im Oktober 1938 nahm sie im Verband des XVI. Armeekorps an der Besetzung des Sudetenlandes teil.

### Polenfeldzug
Kriegsbeginn für die Division war der Angriffskrieg gegen Polen. Hierbei war die Division dem XIX. (19.) Armee-Korps der Heeresgruppe Nord unterstellt und sollte mit weiteren Verbänden am 1. Tag der Operationen den polnischen Korridor zu durchbrechen und einen Anschluss der vormals Freien Stadt Danzig an das deutsche Reich zu erzwingen. Hierzu stießen Kräfte der Division auf Konitz (Chojnice) vor und eroberten die Stadt nach schweren kämpfen mit der 9. polnischen Infanterie Division im Laufe des Vormittags. 
Weiter vorstoßend entlang der heutigen Bundesstraße 22 und der Bahnlinie nach Starograd in nordöstlicher Richtung vorrückend, kam es bei Krojanten (Krojanty) zu einem Gefecht, welches das Bild der Kämpfe in Polen über viele Jahrzehnte hin prägen sollte.

#### Gefecht bei Krojanten
Das Infanterie-Regiment 76 war mit einem Bataillon (ca. 800 Mann) im offenen Gelände östlich des Ortes Krojanten vorgerückt. Das den Rückzug eigener Truppen deckende 18. polnische Ulanen-Regiment der Kavallerie-Brigade „Pomorska“ erkannte seinen taktischen Vorteil und griff mit zwei berittenen Schwadronen (1./ und eine weitere) das exponierte deutsche Bataillon an. Die Kavallerieattacke wirkte sich verheerend auf die Infanteristen aus, die flüchteten. Doch noch bevor der Angriff abgeschlossen war, erhielt die Infanterie für den Angreifer überraschend Verstärkung durch deutsche Panzerspähwagen (vermutlich Teile der Aufklärungs Abteilung 20). Am darauffolgenden Tag (2. September) besichtigte ein italienischer Journalist das Schlachtfeld und nachdem man ihm mitgeteilt hatte, dass polnische Kavallerie deutsche Panzer angegriffen habe, begann eine lange unkritische wiedergegebene Legendenbildung, die erst von späterer Geschichtsforschung als Mythos identifiziert werden konnte.
Die Division wurde danach dem Armee-Oberkommando 3 unterstellt und erreichte um den 11. September als Teil des Panzer-Korps Guderian (XIX. Armee-Korps) im Raum Wizna die Narew. Hierbei wurde der Übergang über den Fluss erzwungen.
Die zurückweichenden polnischen Kräfte verfolgend stieß die Division weiter Richtung Ostpolen vor. Über den Raum Zambrow ging es nach der Einkesselung von gegnerischen Kräften um den 13. September weiter nach Brest. Die Division war an den Kämpfen um die Festung Brest-Litowsk beteiligt und traf nach der Einnahme ostwärts von Brest auf die vorrückenden Kräfte einer sowjetischen Panzer-Brigade.
Nach Ende der Kampfhandlungen ging es am Monatsende September 1939 wieder in die Heimatgarnison, wo der Verband aufgefrischt wurde.
In der Mitte November 1939 verlegte die Division nach Westfalen in den Raum Düsseldorf. In der letzten Umgliederung vor dem Westfeldzug wurde der Artilleriekommandeur 20 abgegeben.

### Westfeldzug
Die Division nahm aktiv am Westfeldzug im Rahmen der 6. und 4. Armee teil. Hierbei stieß der Verband durch Holland und Belgien nach Nordfrankreich vor. Im Verband der Panzergruppe von Kleist, marschierte die Division über Ligny-Arras bis an die Kanalküste und kämpfte im Raum Dünkirchen. Nach einer Verlegung an die Aisne ging der weitere Vorstoß mit der Panzergruppe Guderian aus einem Raum südlich von Rethel in Richtung der Schweizer Grenze. Es folgten weitere Kämpfe.
Ergänzt wurde im Spätsommer 1940 das Kradschützen-Bataillon 30 aus dem Personalrahmen des III. Bataillon / Infanterie-Regiment (mot.) 25, der Aufklärungs-Abteilung (mot.) 20 und sonstigen eigenen Kradschützen-Truppenteilen. 
Am 10. Dezember 1940 wurde die Verlegung zur Auffrischung und Neugliederung in den Raum Magdeburg angeordnet.

### Unternehmen Barbarossa
1941 war sie an der Einnahme von Brest-Litowsk beteiligt. Vom 22. Juni bis 10. Juli 1941 nahm sie an Operationen in Białystok und Minsk teil. Im Juli 1941 wurde sie in den Nordabschnitt der Ostfront entsandt, wo sie in Richtung auf Witebsk sowjetische Verbände an der Düna bekämpfte.
Vom 11. Juli bis 18. August 1941 kämpfte sie in der Schlacht um Smolensk. Danach wurde sie der Heeresgruppe Nord unterstellt. Während des Vormarsches auf Leningrad operierte die 20. ID (mot) südlich des Ladogasees und sollte die sowjetischen Brückenköpfe von Annenskoje und Lobanow eliminieren und schließlich Schlüsselburg einnehmen. Von September 1941 bis Juli 1942 war die Division im Raum Tschudowo an der Wolchow-Stellung im Einsatz. Im Winter 1941/42 kämpfte sie bei Tichwin.

## 20. Panzergrenadier-Division

Truppenkennzeichen als 20. Panzergrenadier-Division

Im Juli 1943 wurde sie in 20. Panzergrenadier-Division umbenannt. 1943 kämpfte die 20. PGD in Kiew und am Dnepr gegen die vorrückende Rote Armee. Im Frühjahr 1944 wurde die Division bei Kamenez-Podolsk im sogenannten Hube-Kessel eingeschlossen, konnte sich jedoch wieder befreien und zog sich in Richtung Lemberg und Kamionka auf den Bug zurück. 
1945 war die 20. PGD in die Schlachten um die Weichsel verwickelt und wich in Richtung Lausitzer Neiße, Stettin und Oderbruch zurück. 
Später nahm sie an den Kämpfen um Berlin und Potsdam teil. Reste der Division verteidigten die Wannsee-Insel. Ein Durchbruchsversuch schlug unter großen Verlusten fehl.

### Kapitulation
Am 5. Mai 1945 kapitulierten die Divisionsreste in Tangermünde vor der US-Armee.

## Gliederung
| 20. ID (mot.) 1939                                          | 20. PGD 1943                                       | 20. PGD 1945                                       |
| ----------------------------------------------------------- | -------------------------------------------------- | -------------------------------------------------- |
| Infanterie-Regiment (mot.) 69                               | —                                                  | —                                                  |
| Infanterie-Regiment (mot.) 76                               | Grenadier-Regiment (mot.) 76                       | Panzergrenadier-Regiment 76                        |
| Infanterie-Regiment (mot.) 90                               | Grenadier-Regiment (mot.) 90                       | Panzergrenadier-Regiment 90                        |
| Artillerie-Regiment (mot.) 20 Artillerie-Regiment (mot.) 56 | Artillerie-Regiment (mot.) 20                      | Artillerie-Regiment (mot.) 20                      |
| Pionier-Bataillon (mot.) 20                                 |                                                    |                                                    |
| Panzerabwehr-Abteilung 20                                   | Panzerjäger-Abteilung 20                           | Panzerjäger-Abteilung 20                           |
| Nachrichten-Abteilung 20                                    | Panzergrenadier-Divisions-Nachrichten-Abteilung 20 | Panzergrenadier-Divisions-Nachrichten-Abteilung 20 |
| Aufklärungs-Abteilung 20                                    | Panzer-Aufklärungs-Abteilung 120                   | Panzer-Aufklärungs-Abteilung 120                   |
| Beobachtungs-Abteilung 20                                   | —                                                  | —                                                  |
| Feldersatz-Bataillon 20                                     | Kampfschule der 20. Panzergrenadier-Division       | Kampfschule der 20. Panzergrenadier-Division       |
| Infanterie-Divisions-Nachschubführer (mot.) 20              | Panzergrenadier-Divisions-Nachschubtruppen 20      | Panzergrenadier-Divisions-Nachschubtruppen 20      |
| Verwaltungsdienste 20                                       |                                                    |                                                    |
| Sanitätsdienste 20                                          |                                                    |                                                    |

## Personen

### Kommandeure
| Dienstzeit                              | Dienstgrad                   | Name                  |
| --------------------------------------- | ---------------------------- | --------------------- |
| 1. Oktober 1934 bis 10. November 1938   | Generalleutnant              | Maximilian Schwandner |
| 10. November 1938 bis 10. November 1940 | General der Infanterie       | Mauritz von Wiktorin  |
| 10. November 1940 bis 12. Januar 1942   | Generalmajor                 | Hans Zorn             |
| 12. Januar 1942 bis 3. Januar 1943      | Generalmajor/Generalleutnant | Erich Jaschke         |
| 30. Januar 1943 bis 1. Januar 1945      | Generalleutnant              | Georg Jauer           |
| 1. Januar bis 23. April 1945            | Generalmajor                 | Georg Scholze         |

### Erste Generalstabsoffiziere
| Dienstzeit                            | Dienstgrad     | Name                 |
| ------------------------------------- | -------------- | -------------------- |
| 1. Mai 1935 bis 1. Juni 1938          | Major          | Nikolaus von Vormann |
| 1. Juni 1938 bis 6. Januar 1941       | Oberstleutnant | Werner Friebe        |
| 6. Januar 1941 bis 7. Mai 1942        | Oberstleutnant | Joachim Ziegler      |
| 7. Mai bis 15. Juli 1942              | –              | unbekannt            |
| 15. Juli bis 26. November 1942        | Major          | Richard Mendrczyk    |
| 26. November 1942 bis 1. Februar 1943 | –              | unbekannt            |
| 1. Februar bis Juni 1943              | Major          | Benno von Bonin      |
| Juni bis November 1943                | Hauptmann      | Otto Burk            |
| November 1943 bis Mai 1944            | Oberstleutnant | Graf von Pückler     |
| Juni 1944 bis ? 1945                  | Oberstleutnant | Benno von Bonin      |
| 1945                                  | Major          | Altmayr              |

### Sonstige Divisionsangehörige
- Kurt von Briesen (* 3. Mai 1883 in Anklam; † 20. November 1941 bei Isjum)

Kommandeur des IR 69 von 1935 bis 1938; später General der Infanterie und Kommandierender General eines Armeekorps; Namensgeber der Briesen-Kaserne
- Wolfgang Fischer  (* 11. Dezember 1888 in Carolath; † 1. Februar 1943 in Sbikka, Tunesien): Kommandeur des IR 69 (mot.) von Februar 1938 bis Oktober 1939; später General der Panzertruppe und Oberbefehlshaber der 10. Panzer-Division
- Hans Gollnick (* 22. Mai 1892 auf Gut Gursen in Pommern; † 15. Februar 1970 in Hamburg)

Kommandeur des IR 76 (mot.) von Mai 1939 bis Juni 1941; später General der Infanterie und Oberbefehlshaber der Armeeabteilung Samland
- Karl Mauss (* 17. Mai 1898 in Plön; † 9. Februar 1959 in Hamburg)

diente in der 20. ID (mot), 1945 wurde ihm das Ritterkreuz mit Eichenlaub, Schwertern und Brillanten verliehen.
- Gerhard Graf von Schwerin (* 23. Juni 1899 in Hannover; † 19. Oktober 1980 in Rottach-Egern)

Kommandeur des IR 76 (mot.) von August 1941 bis Juli 1942; später General der Panzertruppe und Kommandierender General eines Panzerkorps; leitete nach dem Krieg die Zentrale für Heimatdienst
- Helmuth Weidling (* 2. November 1891 in Halberstadt; † 17. November 1955 im Gefangenenlager Wladimirowka)

Kommandeur des AR 56 und AR 20 von November 1938 bis April 1940; später General der Artillerie und Kommandierender General verschiedener Korps; im April 1945 zum Kampfkommandanten von Berlin ernannt
- Joachim Ziegler (* 18. Oktober 1904 in Hanau; † 2. Mai 1945 in Berlin)

diente als Ib und Ia im Divisionsstab der 20. ID (mot) und wurde später Divisionskommandeur in der Waffen-SS

## Auszeichnungen
46 Angehörigen der 20. ID (mot) wurde das Ritterkreuz verliehen und 125 das Deutsche Kreuz in Gold.

## Bekannte Divisionsangehörige
- Hermann Wulf (1915–1990), war von 1965 bis 1971, als Brigadegeneral des Heeres der Bundeswehr, Kommandeur der Heeresoffizierschule II
- Lothar Freutel (1894–1944), war von Oktober 1936 bis Oktober 1938 Batteriechef im Artillerie-Regiment 20 und anschließend bis August 1939 Kommandeur der III. Abteilung